# 2891 Макгетчін
2891 Макгетчін (2891 McGetchin) — астероїд головного поясу, відкритий 18 червня 1980 року.
Тіссеранів параметр щодо Юпітера — 3,122.